# Helmut Nonn
Helmut Nonn, född 18 oktober 1933 i Mülheim an der Ruhr, död 12 november 2024, är en tysk före detta landhockeyspelare.
Nonn blev olympisk bronsmedaljör i landhockey vid sommarspelen 1956 i Melbourne.